# Barcin
Barcin è un comune urbano-rurale polacco del distretto di Żnin, nel voivodato della Cuiavia-Pomerania.
Ricopre una superficie di 121,08 km² e nel 2004 contava 14 858 abitanti.